# Michel Miroudot
Michel Miroudot, né le 30 janvier 1915 à Villersexel (Haute-Saône) et mort le 25 juin 1999 à Besançon (Doubs), est un homme politique français.

## Biographie

### Parcours politique
Élu sénateur le 22 septembre 1968, il sera réélu en 1977 puis en 1985 jusqu'à la fin de son mandat en 1995. Il faisait partie du groupe RI.